# Dmitrij Kułagin
Dmitrij Andriejewicz Kułagin (ros. Дмитрий Андреевич Кулагин; ur. 1 lipca 1992 w Moskwie) – rosyjski koszykarz, występujący na pozycjach rozgrywającego lub rzucającego obrońcy, reprezentant kraju, obecnie zawodnik Zenitu Petersburg.
Jego młodszy brat Michaił Kułagin jest także koszykarzem.
25 czerwca 2021 zawarł po raz kolejny w karierze umowę z rosyjskim Zenitem Petersburg.

## Osiągnięcia
Stan na 2 lipca 2021, na podstawie, o ile nie zaznaczono inaczej.

### Drużynowe
- Mistrz:
  - Euroligi (2016)
  - EuroChallenge (2013)
  - ligi VTB (2016, 2017)
- Wicemistrz:
  - Eurocup (2018)
  - EuroChallenge (2014)
  - Rosji U–23 (2014)
- Brąz Euroligi (2017)
- Zdobywca Pucharu Rosji (2013, 2018)

### Indywidualne
- MVP:
  - Pucharu Rosji (2018)
  - ćwierćfinałów Eurocup (2018)
  - meczu ćwierćfinałów Eurocup (2 – 2017/2018, 2 – 2018/2019)
- Obrońca roku VTB (2018)
- Najlepszy młody zawodnik ligi VTB (2014 wspólnie z Edgarem Ulanovasem)
- Zaliczony do II składu Eurocup (2018)
- Uczestnik:
  - meczu gwiazd ligi VTB (2018–2020)
  - Nike Hoop Summit (2012)

### Reprezentacja
Seniorska
- Uczestnik:
  - mistrzostw Europy (2013 – 21. miejsce, 2017 – 4. miejsce)
  - kwalifikacji do Eurobasketu (2014/2015 – 17. miejsce, 2016/2017 – 4. miejsce, 2019/2020)

Młodzieżowe
- Mistrz uniwersjady (2013)
- Brązowy medalista mistrzostw świata U–19 (2011)
- Wicemistrz Europy U–18 (2010)
- Uczestnik mistrzostw Europy :
  - U–18 (2009 – 6. miejsce, 2010)
  - U–16 (2008 – 8. miejsce)
- Zaliczony do I składu mistrzostw: 
  - świata U–19 (2011)
  - Europy:
    - U–18 (2010)
    - U–16 (2008)
- Lider Eurobasketu U–18 w przechwytach (2010)